# Richard Chassot

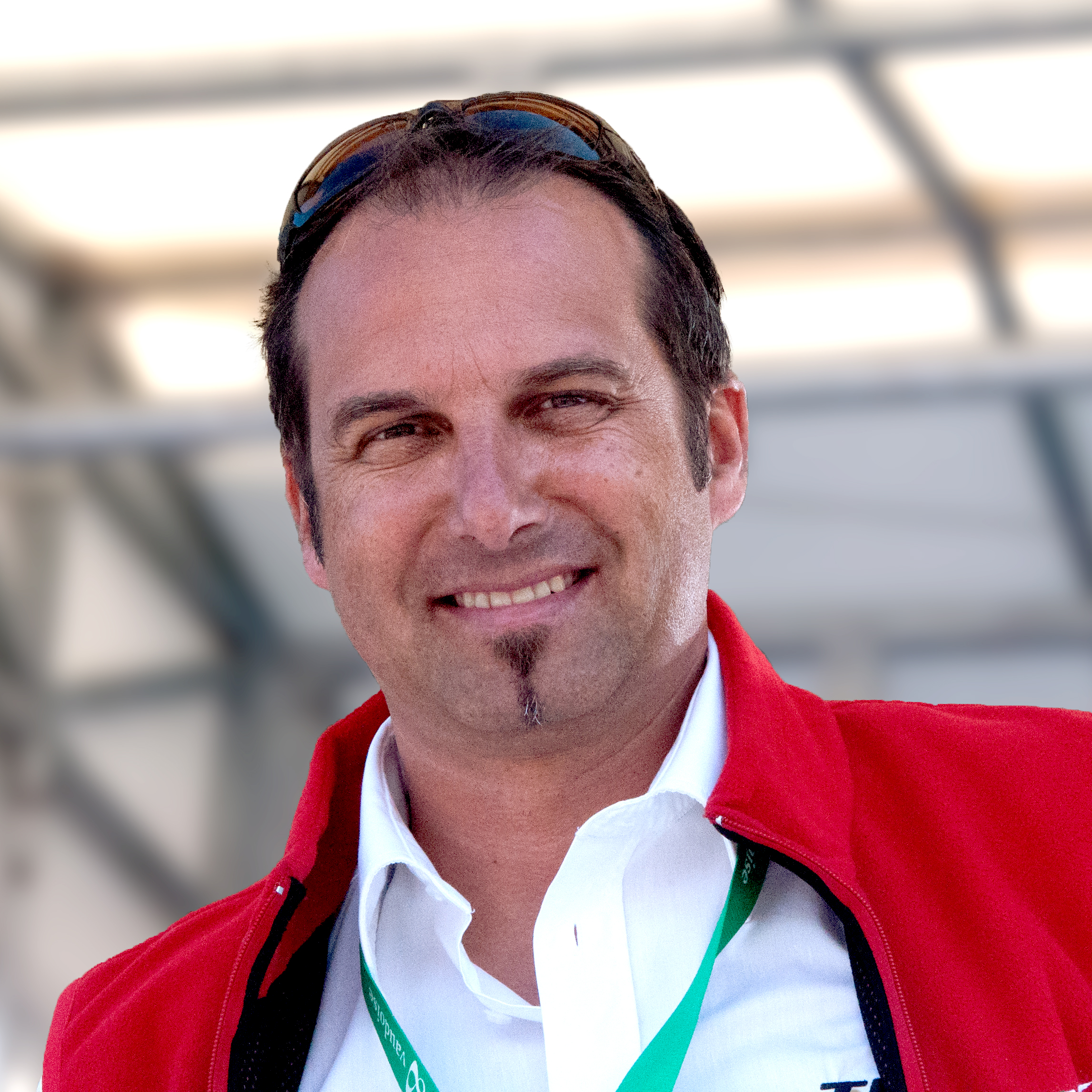
Richard Chassot

Richard Chassot (* 18. Januar 1970 in Villars-sur-Glâne) ist ein ehemaliger Schweizer Radrennfahrer. Von 2012 bis 2013 war er Präsident des Schweizer Radsportverbandes Swiss Cycling.
Richard Chassot war als Radrennfahrer von 1994 bis 1999 aktiv. Nach seinem Rücktritt vom aktiven Radsport fungierte er unter anderem als Co-Kommentator des Schweizer Fernsehens für die Tour de France und als Direktor der Tour de Romandie.
Im März 2012 wurde Chassot zum neuen Präsidenten von Swiss Cycling gewählt. Im August 2013 trat er mit sofortiger Wirkung von diesem Amt zurück, nachdem es im Verband zu Unstimmigkeiten wegen der erneuten Nominierung Pat McQuaids zum Präsidenten des Weltradsportverbandes Union Cycliste Internationale gekommen war. Nachdem Swiss Cycling dessen Kandidatur ursprünglich vorgeschlagen hatte, war diese Nominierung vom Präsidium offenbar gegen den Willen von Chassot wieder zurückgezogen worden.